# Ергард Мертенс
Ергард Мертенс (нім. Erhard Maertens; 26 лютого 1891, Глогау — 5 травня 1945, Берлін) — німецький військово-морський діяч, віце-адмірал крігсмаріне (1 вересня 1942).

## Біографія
1 квітня 1910 року вступив на флот кадетом. Пройшов підготовку на важкому крейсері «Ганза» і в військово-морському училищі в Мюрвіку. Учасник Першої світової війни, служив на лінійному кораблі «Гессен» (1 жовтня 1912 — 7 вересня 1915). 8 вересня 1915 року переведений в підводний флот. З 27 лютого 1916 року — вахтовий офіцер на підводному човні U-47, з 22 квітня 1916 року — на U-48. 25 листопада 1917 року його човен потопили, а сам Мертенс потрапив в полон.
У листопаді 1919 року повернувся на батьківщину і 28 грудня 1919 року призначений вахтовим офіцером на лінійний корабель «Швабія». З 6 лютого 1920 року — офіцер зв'язку в Піллау, з 7 квітня 1921 року — ад'ютант і офіцер зв'язку при командувачі в Свінемюнде. Потім командував ротою берегової оборони, служив в торпедній школі і школі зв'язку. 15 серпня 1928 року переведений в Морське керівництво начальником відділу. З 1 жовтня 1934 року — начальник школи зв'язку. З 1 жовтня 1936 року — начальник штабу торпедної інспекції, неодноразово виконував обов'язки інспектора. З 1 жовтня 1937 року — начальник штабу інспекції зв'язку.
28 квітня 1939 року очолив Випробувальний інститут зв'язку ВМС, а 8 червня 1939 року — випробувальне командування засобів зв'язку. З 19 листопада 1939 року — начальник управлінської групи технічних засобів зв'язку Управління озброєнь ОКМ. 16 червня 1941 року призначений начальником управлінської групи військово-морської розвідки ОКМ. З 6 травня 1943 року — виконувач обов'язків обер-верф-директора військово-морських верфей в Кілі. З 1 липня 1943 року комендант Кільського арсеналу. 27 листопада 1944 року переведений в розпорядження Вищого морського командування на Балтиці і 28 лютого 1945 року звільнений у відставку. Загинув під час битви за Берлін.

## Нагороди
- Залізний хрест
  - 2-го класу (12 серпня 1916)
  - 1-го класу (27 квітня 1917)
- Ганзейський Хрест (Гамбург; 27 листопада 1916)
- Військовий Хрест Фрідріха-Августа (Ольденбург) 2-го (із застібкою «Перед ворогом») і 1-го класу
- Нагрудний знак підводника (1918) (4 грудня 1919)
- Орден морських заслуг (Іспанія) 2-го класу, білий дивізіон (21 вересня 1934)
- Почесний хрест ветерана війни з мечами
- Медаль «За вислугу років у Вермахті» 4-го, 3-го, 2-го і 1-го класу (25 років; 2 жовтня 1936) — отримав 4 нагороди одночасно.
- Хрест Воєнних заслуг
  - 2-го класу з мечами (30 січня 1941)
  - 1-го класу з мечами (1 вересня 1941)